# Echinocereus schereri
Echinocereus schereri là một loài thực vật có hoa trong họ Cactaceae. Loài này được G.Frank mô tả khoa học đầu tiên năm 1990.

## Hình ảnh

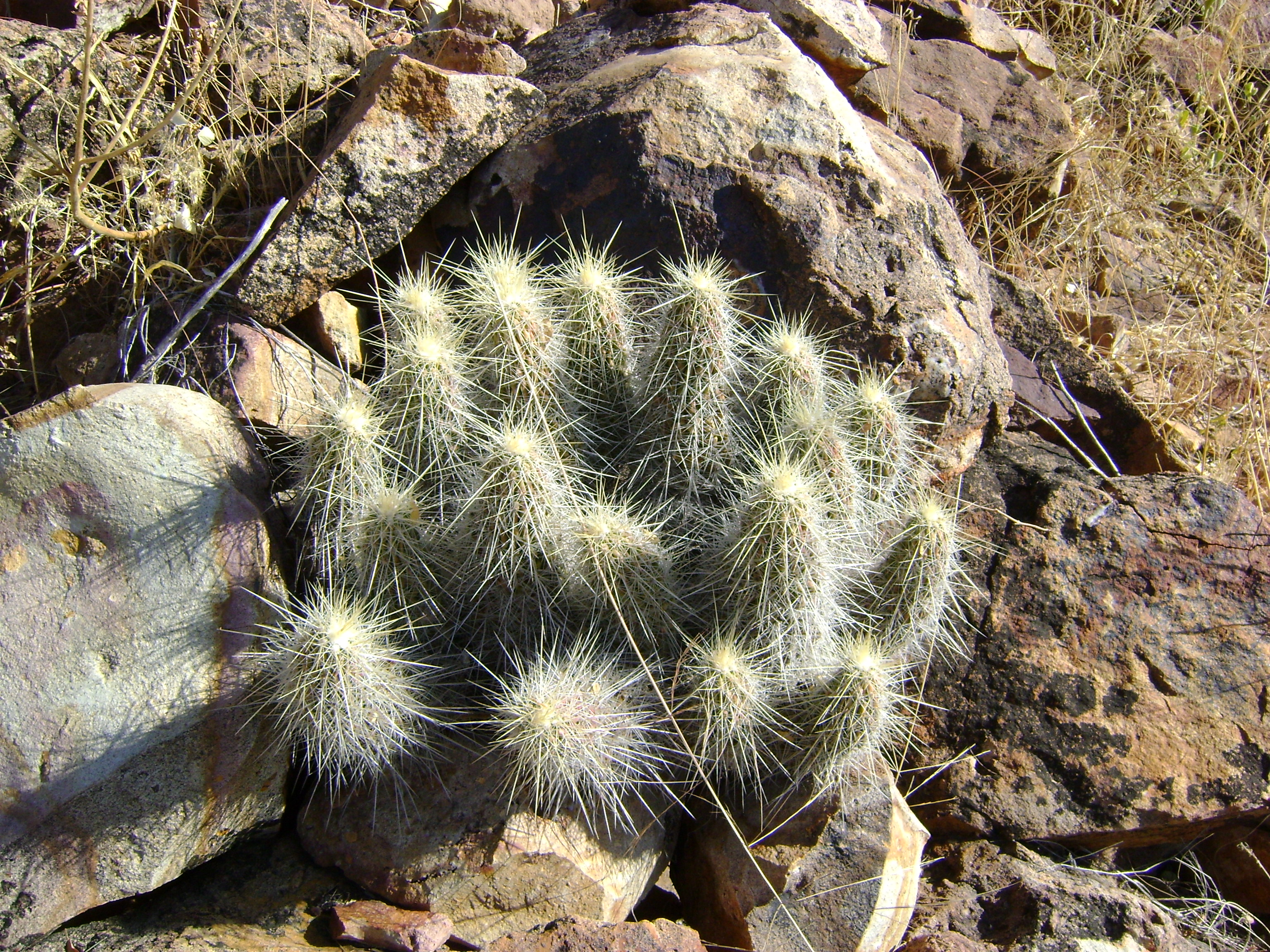
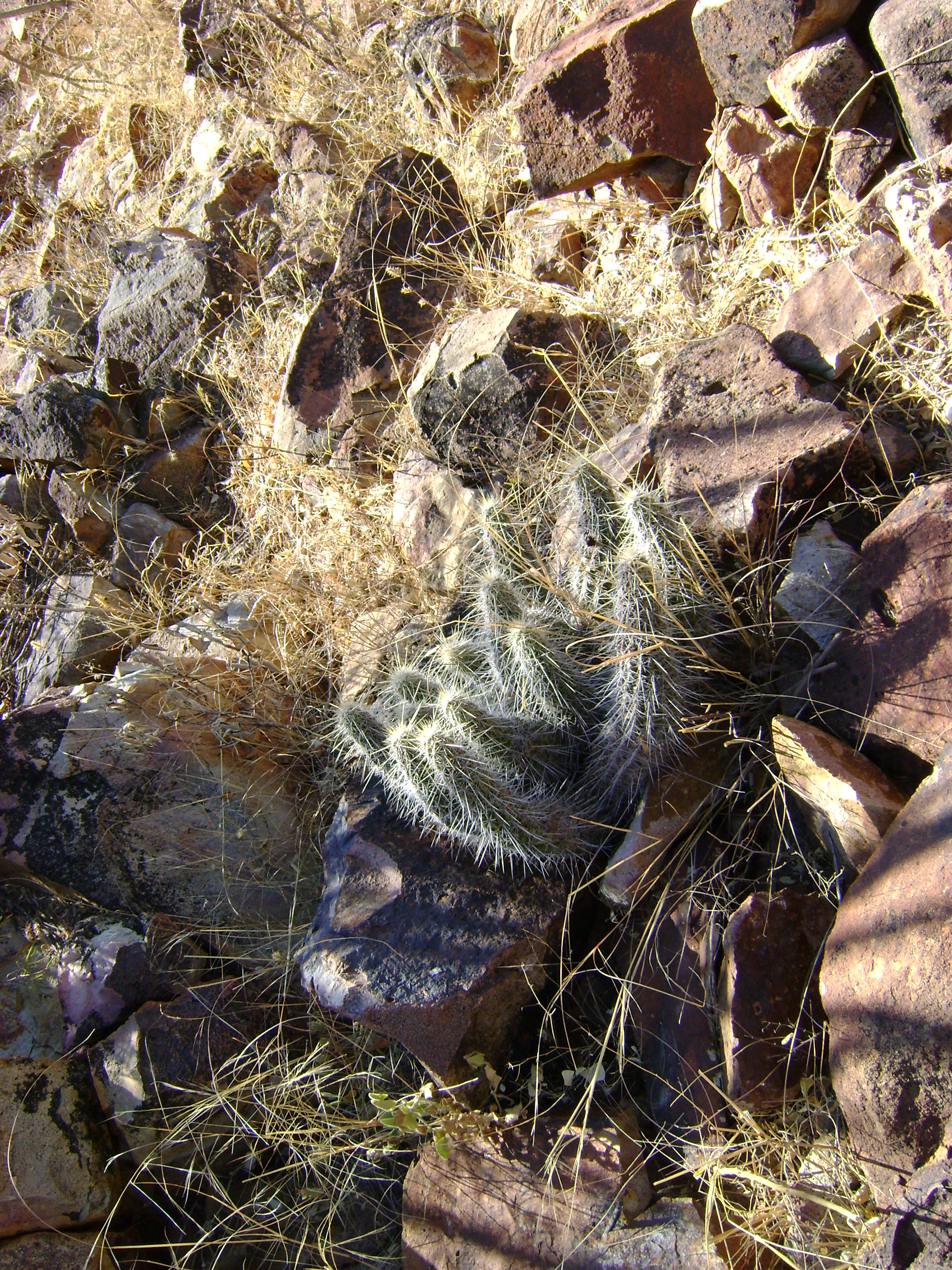